# 性的瘋狂
《性的瘋狂》（義大利語：La Bestia in calore）是一部1977年上映的意大利剝削電影，由路易吉·巴采拉执导、编剧和剪辑。

## 情节
一位美丽而邪恶的党卫队高级女军官/医生（玛莎·马加尔饰）创造了一种变异人类（半人半兽）。野兽性欲极强，她用它来折磨女性囚犯，而纳粹分子在旁观看。这个侏儒野兽饮食中包含大量春药。除了野兽外，囚犯（无论男女）还被剥光衣服，被迫忍受集体审讯、电击、蓄意强奸和殴打。与此同时，当地村庄的一群意大利游击队员正准备袭击纳粹集中营。

## 演员表
- 玛莎·马加尔 饰 埃伦·克拉奇医生
- 萨尔瓦托雷·巴卡罗 饰 野兽
- 爱奥·基姆 饰 哈丁豪瑟上尉
- 西罗·帕帕斯 饰 卢波
- 吉诺·图里尼 饰 德拉戈

## 制作
几乎所有袭击德国人的游击队员战斗场景都来自之前由巴采拉执导的战争电影。

## 风格
《性的瘋狂》属于20世纪70年代早期开创的剝削電影的子类型，即纳粹剥削电影。这些电影主要在美国和意大利制作。在这些电影中，尤其是意大利制作的电影，如《纳粹疯淫史2之间谍军妓》、《第三帝国最后的纵欲》和《性的瘋狂》经常含有硬調色情镜头，但作家迈克尔·D·理查森称其“更应归类为恐怖电影，因为有着过多的、生动的暴力镜头”。

## 发行
该片于1977年6月10日通过了意大利审查机构的审查，与巴采拉的另一部纳粹主题电影《纳粹女魔王》一起于1977年上映，在美国上映时经过了大量剪辑。这部电影曾以《党卫队地狱营》、《党卫队实验第二部分》和《党卫队末日的恐怖实验》的名字发行。

### 脚注
1. 1 2 3 4 5 6  . Archiviodelcinemaitaliano.it.   [2018年3月10日]. （原始内容存档于2018年6月12日） （意大利语）.
2. 1 2  Shipka 2011，第168頁.
3. 1 2 3  Richardson 2012，第44頁.
4. ↑  Richardson 2012，第45頁.
5. ↑  Paul 2005，第316頁.